# Cetema necopinata
Cetema necopinata är en tvåvingeart som beskrevs av Nartshuk 1973. Cetema necopinata ingår i släktet Cetema och familjen fritflugor. Inga underarter finns listade i Catalogue of Life.